# Gerd Fischer (Kabarettist)

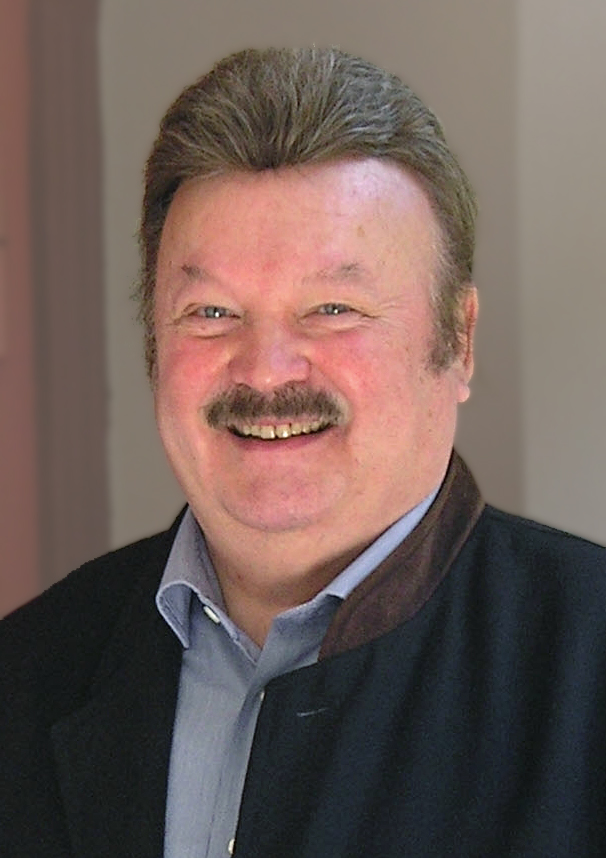
Gerd Fischer

Gerd Fischer (* 25. April 1943; † 13. Februar 2017) war ein deutscher Kabarettist, Opernsänger, Musiker und Musiklehrer in Nürnberg. Bekannt war er als Intendant des Tassilo-Theaters und des Mühlentheaters. Er wirkte als „Bruder Barnabas“ vom Nockherberg (1999–2002). 1986 war er Gründungsmitglied des Rotary-Club-Nürnberg-Reichswald. Als Kind sang er bei den Regensburger Domspatzen.

## Künstlerisches Wirken

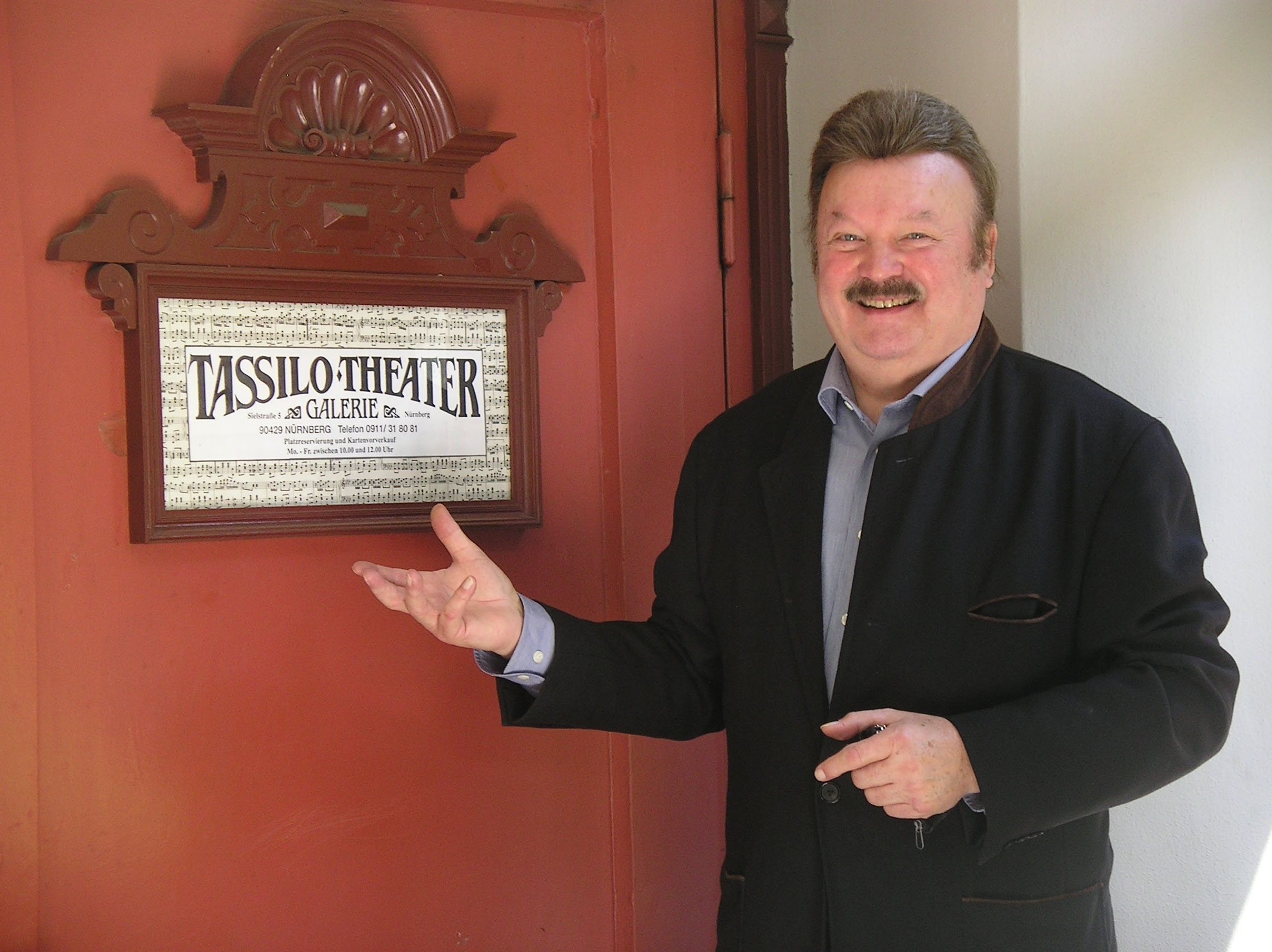
Tassilo-Theater 1982–2013

### Tassilo-Theater
Von 1982 bis 2013 war Gerd Fischer Eigentümer und Intendant des Tassilo-Theaters in Nürnberg-Gostenhof, ein privates Kellertheater mit 250 Sitzplätze auf 400 Quadratmetern. Als Kabarettist prägte er das Theater mit vielen Soloauftritten. Er gestaltete einen Mix aus Musik, Kabarett und klassischer Kleinkunst. Mit seinem Stück Operette sich wer kann, eine musikalische Kurzfassung von Mozarts Zauberflöte, gab er über 1500 Vorstellungen. Gastkünstler der Kleinkunstbühne waren unter anderem: Duo Er & Sie, Paul Kuhn, Sissi Perlinger, Helen Vita, Egon Helmhagen, Klaus Karl-Kraus, Robert Kreis, Dirk Bach, Paul Sturm, Gabi Lodermeier und Ottfried Fischer. Zusammen mit Christian Peter Rothemund und Wolfgang Riedelbauch stand er fast 20 Jahre als „Labsal-Trio“ auf der Bühne, unter anderem mit „Der fliagade Holländer“. 1988 hatte er einen Auftritt als Bayerischer Ministerpräsident „Franz Josef Strauß“. 2013 schloss das Tassilo Theater nach 31 Jahren Spielzeit endgültig.

### Mühlentheater

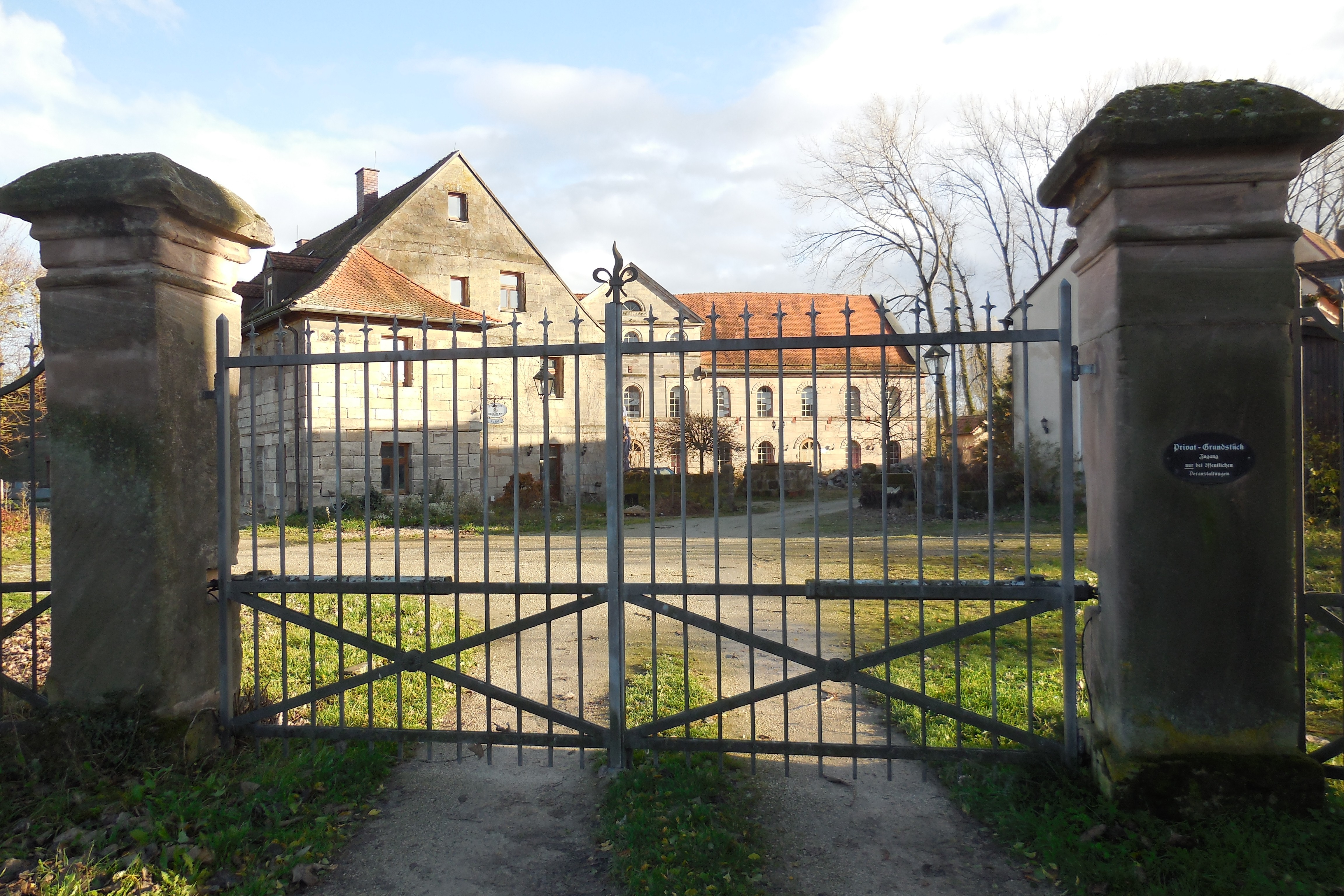
Mühlentheater 1992–2016

1992–2016 war Fischer Eigentümer und Intendant des Mühlentheaters in Möhrendorf-Kleinseebach. Das Mühlentheater schloss 2016 nach 24 Jahren Spielzeit endgültig.

### Weitere Stationen
- 1999–2002: als „Bruder Barnabas“ auf dem Nockherberg.